# Ювелирное искусство СССР

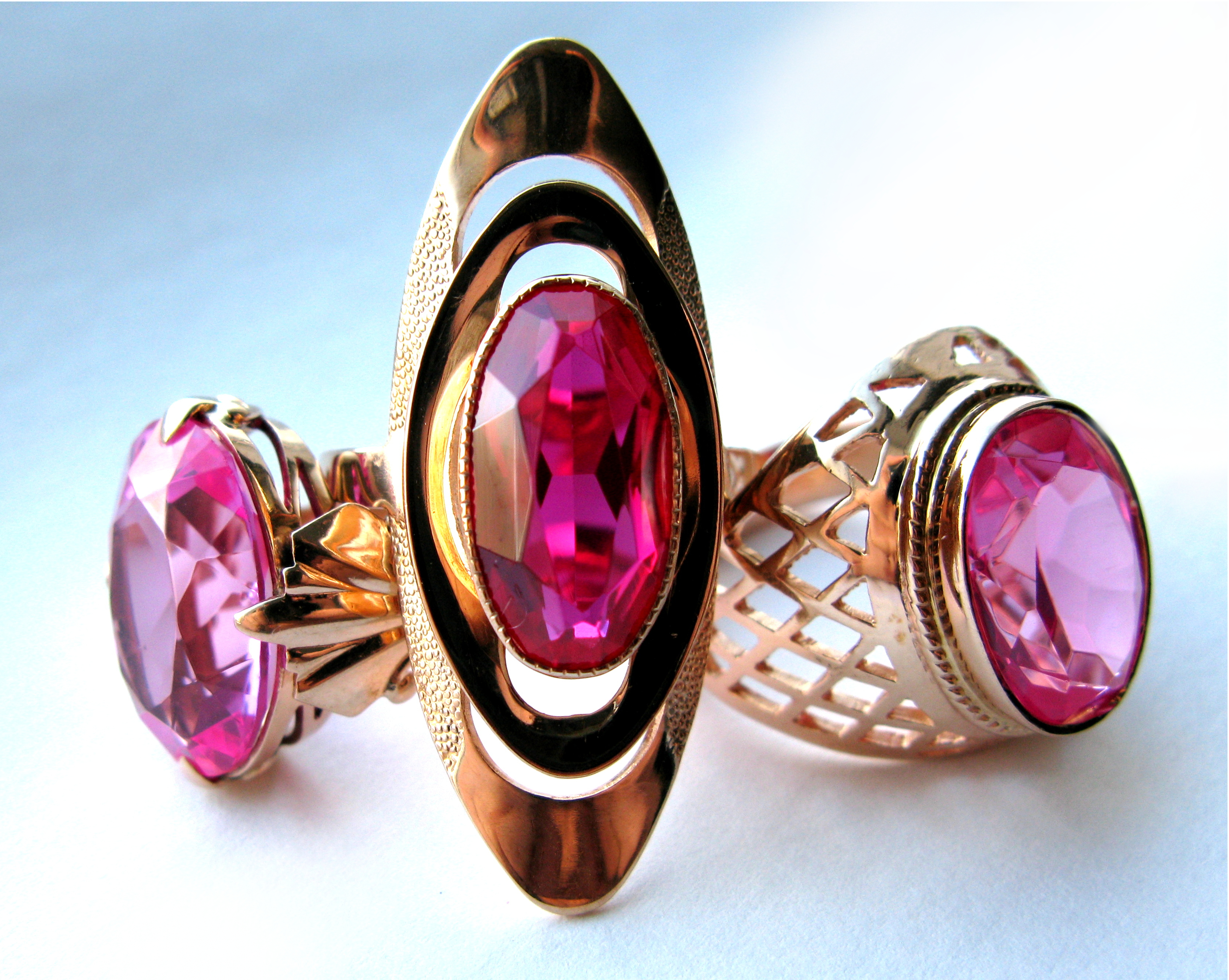
Советские золотые кольца с синтетическими рубинами

Советские ювелирные изделия — это ювелирные изделия выпущенные в Союзе Советских Социалистических Республик (СССР) в период с 1922 по 1991 г. (время существования государства) из сплавов золота, серебра, платины и палладия с добавлениями других металлов (меди, никеля, цинка и др.) при необязательном наличии драгоценных и полудрагоценных минералов и кости, включающие в себя все такие предметы искусства и быта.
Ювелирные изделия созданные на территории СССР обладают исторической ценностью и художественной оригинальностью отображающей нравы и стилистические движения, как отдельных республик, так и всей советской эпохи.
Советские ювелирные изделия имеют, как специфическую стилистику отображающую тот неповторимый период времени, так и особые технические характеристики (сплавы металлов, клейма госинспекций, фабрик, заводов, артелей, частных мастеров) которые идентифицируют эти произведения советского искусства, как отдельную художественную группу предметов культуры XX века.

## Материал
В СССР был налажен жесткий контроль качества всей выпускаемой ювелирной продукции, поэтому всем без исключения изделиям присущи четко выраженные особенности принятых в то время стандартов.

### Золото
Золотые украшения и предметы быта были ценимыми ювелирными изделиями в СССР. Их выпускали в меньших количествах по сравнению с предметами из серебра, но они были желанными и выгодными для советской публики. Начиная с 1927 года, подавляющее большинство советских золотых украшений было сделано из так называемого красного (червонного) золота 583 пробы (14 карат), хотя в ювелирном производстве СССР широко использовались и другие золотые сплавы, более высокой и низкой чистоты, а также разных цветов. Проба «583» была] самой популярной среди советских граждан, тогда как в странах Запада наиболее массовой была и остается проба «585»

### Серебро

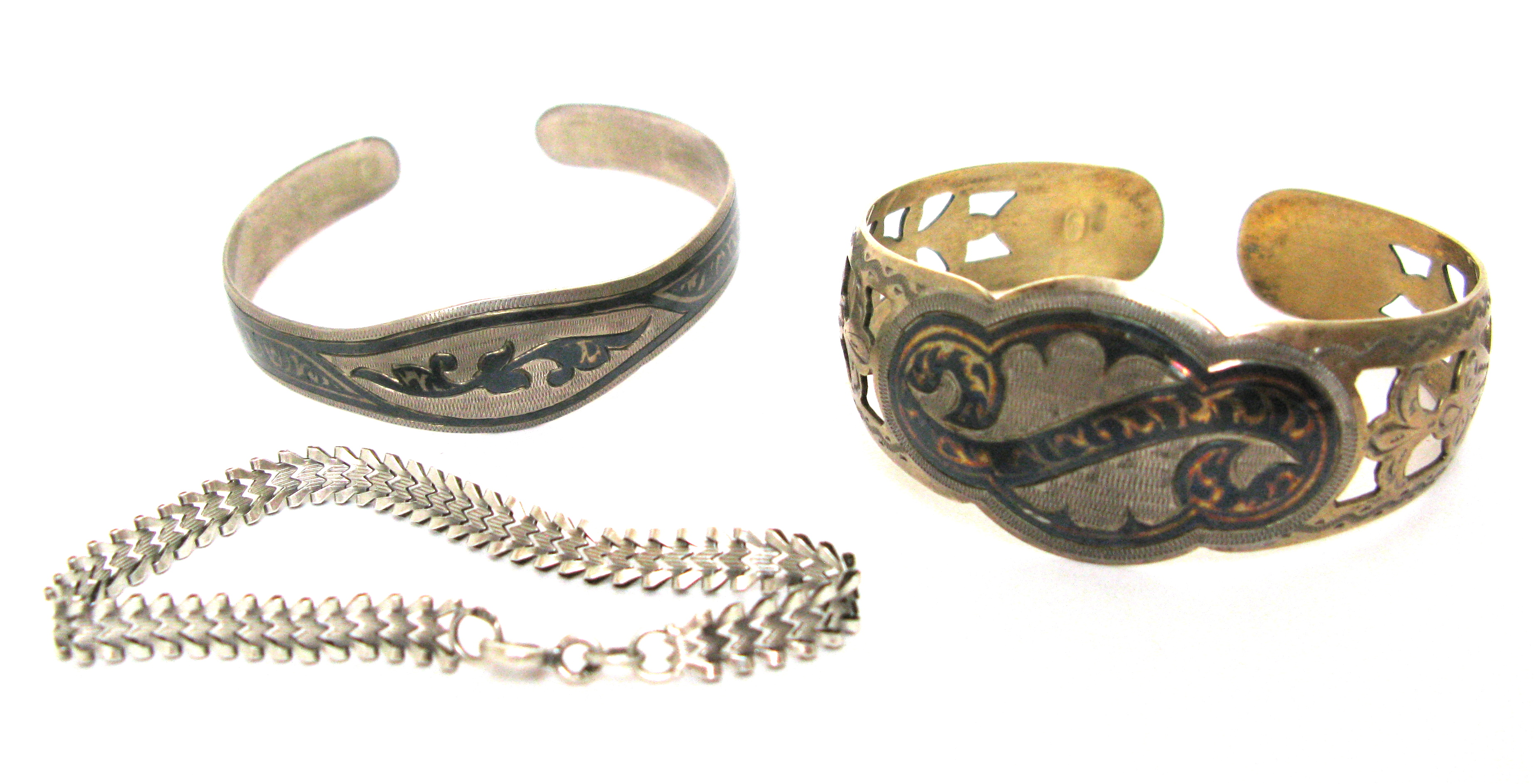
Советские серебряные браслеты

Советские серебряные украшения и предметы быта были многочисленными и широкодоступными ювелирными изделиями в СССР. Самой распространенной пробой для серебряных изделий была проба «875».

### Прочее
Советские ювелирные изделия из платины или палладия были редкими в СССР. Эти металлы были зарезервированы для признанных ювелирных художников, ювелирных украшений, предназначенных для экспорта или для особых заказов и ограниченных партий предметов искусства. До наших дней сохранилось очень мало таких предметов.

## Стиль
Производство советских ювелирных изделий было во многом стандартизировано так, чтобы широкодоступные изделия были одинаковыми по всему Советскому Союзу. Это создало специфическую стилистику ювелирного искусства в СССР и дало народную известность многим массовым изделиям. Так особо популярным моделям начали давать народные имена, как «Самоварчики», «Сударушки», «Калачи» и т. д.
Несмотря на стандартизацию и массовое производство, многие, изделия сохраняя общий советский стиль, все же различались художественным и национальным многообразием ювелирного искусства, представляя творческие особенности тех художников-ювелиров и республик, в которых находились ювелирные фабрики и мастерские. «Была сделана попытка показать новые по своему назначению и художественному решению ювелирные украшения, например, украшения для молодежи, для новобрачных, для эстрады, для победителей спортивных соревнований, новые украшения для мужчин, показать украшения каждодневные и те, что предназначены только для торжественных случаев. Хотелось отметить также сложение новых типов украшений, например, тематических, показать „скульптурный“ и ассоциативный подходы в формировании ювелирного изделия, вскрыть изобретательно-поэтическое начало (в некоторых — реминисценции рабочих форм и стиля модерн начала XX века), показать национальные особенности украшений», пишет эксперт.

## Сохранность
Ряд произведений советских ювелиров вскоре после своего создания были изъяты из обращения и музеефицированы путем помещения, в частности, в Алмазный фонд — сразу, чтобы продемонстрировать мастерство художников Советского Союза. Они публиковались в каталогах Алмазного фонда наряду с историческими драгоценностями.
Все советские ювелирные изделия в настоящее время представляют собой движимые культурные ценности, включающие в себя категории предметов искусства, антиквариата и коллекционирования. В правовом аспекте многое зависит от той юрисдикции, под которой находится конкретный предмет (законодательство страны нахождения, форма собственности, особенности законодательства перемещения культурных ценностей и т. п.).
С распадом СССР в 1991 г. все советские ювелирные изделия приобретают характер материального свидетельства ушедшей исторической эпохи. Особенности постсоветской эволюции стран бывшего СССР способствовали изъятию в переплавку большого количества золотых и серебряных изделий советского периода и их широкого вывоза по всему миру с эмиграцией части населения в качестве универсального средства сохранения собственных накоплений.
Коллекции ювелирных украшений советской эпохи в XXI веке представляют собой достаточную редкость, поскольку в конце ХХ — начале XXI века они рассматривались как «старомодные» и не были предметом прицельного собирательства. Пример коллекции, представленной на аукционе — собрание певицы Людмилы Зыкиной, проданное наследниками.